# Station Zwolle Veerallee
Station Zwolle Veerallee was van 1900 tot 1970 een spoorweghalte in Zwolle aan de spoorlijn Zwolle - Kampen (het Kamperlijntje). Tussen 1914 en 1934 was Zwolle Veerallee tevens het beginpunt van de Stoomtram Zwolle – Blokzijl (ZB) naar Hasselt, Zwartsluis, Vollenhove en Blokzijl.
In 1959 werd het stationsgebouw verbouwd tot het Standaardtype Velsen-Zeeweg. Het station werd gesloten in 1970, nadat een gedeelte van de Willemsvaart was gedempt, zodat de bewoners uit de buurt van de Veemarkt en de Veerallee niet meer hoefden om te lopen om naar het nabijgelegen station Zwolle te gaan. In 2000 werd het gebouw gesloopt.
Bij de plannen voor de vertramming van het Kamperlijntje zou het station worden heropend als tramhalte. De bouw van deze halte zou samenvallen met de verbouwing van de lijn in 2010, maar dit project ging uiteindelijk niet door, doordat de aanbesteding van de exploitatie mislukte. Het Kamperlijntje bleef spoorlijn en werd uiteindelijk in 2017 geëlektrificeerd, zonder dat Zwolle Veerallee werd heropend.
Zwolle (NCS) ·
Veerallee ·
Zwolle Veerallee · 
Zwolle Voorsterpoort ·
Zwolle Stadshagen ·
Zwolle Werkeren ·
Mastenbroek ·
Kampen Oost ·
Kampen
Almelo · 
-De Riet · 
Borne · 
Daarlerveen · 
Dalfsen · 
Delden · 
Deventer · 
-Colmschate · 
Enschede · 
-De Eschmarke · 
-Kennispark · 
Glanerbrug · 
Goor · 
Gramsbergen · 
Hardenberg · 
Heino · 
Hengelo · 
-Gezondheidspark ·
-Oost · 
Holten · 
Kampen · 
-Zuid ·
Mariënberg · 
Nijverdal · 
Oldenzaal ·
Olst · 
Ommen · 
Raalte ·
Rijssen · 
Steenwijk · 
Vriezenveen · 
Vroomshoop · 
Wierden · 
Wijhe · 
Zwolle · 
-Stadshagen
Stations van de Museum Buurtspoorweg:
Haaksbergen · Zoutindustrie · Boekelo

Voormalige stations: zie de lijst van voormalige spoorwegstations in Overijssel